# Santamaria (singolo)
Santamaria è un singolo del gruppo musicale italiano Canova pubblicato il 1 dicembre 2017 contenuto nella riedizione dell'album Avete ragione tutti (Deluxe Edition). Il video del singolo, pubblicato sulla piattaforma Youtube, è stato edito da Bendo Films.

## Tracce
1. Santamaria – 3:54